# Андрес Дельяторре
Андрес Дельяторре (ісп. Andres Dellatorre; нар. 9 липня 1980) — колишній аргентинський тенісист.
Найвищу одиночну позицію світового рейтингу — 210 місце досяг 6 жовтня 2003, парну — 209 місце — 10 січня 2005 року.
Здобув 1 парний титул.

## Титули Туру
| Легенда               |
| --------------------- |
| Великий шлем (0)      |
| Серія Мастерс ATP (0) |
| Тур ATP (0)           |
| Челленджери (1)       |

### Парний розряд
| Результат | Дата        | Категорія  | Турнір             | Покриття | Партнер     | Суперники                  | Рахунок       |
| --------- | ----------- | ---------- | ------------------ | -------- | ----------- | -------------------------- | ------------- |
| Перемога  | липень 2004 | Челленджер | Тампере, Фінляндія | Ґрунт    | Дієго Мояно | Лассі Кетола Туомас Кетола | 6–4, 3–6, 6–4 |